# ミラーズ・クロッシング
『ミラーズ・クロッシング』（原題: Miller's Crossing）は、1990年のアメリカ映画。コーエン兄弟制作映画。禁酒法時代のアメリカを舞台に、マフィア間の抗争を描く。

## ストーリー
物語の舞台は禁酒法時代のアメリカ東部のとある街。アイルランド系マフィアのボスであるレオと、その右腕のトム・レーガンは主従関係を越えた友情で結ばれていた。
ある日、レオはイタリア系マフィアのボスであるジョニー・キャスパーから、八百長を邪魔するチンピラのバーニーを消してほしいと持ちかけられる。だがレオはバーニーの姉である高級娼婦ヴァーナを愛するあまりトムの忠告にも耳を貸さず、キャスパーの頼みをはねつける。
一方、バクチで負けが込んだトムはその日、ヴァーナと一夜を共にする。翌朝、ヴァーナを尾行していたレオの用心棒ラグが死体となって発見される。この事件によって抗争は激化し、レオが報復としてキャスパーのアジトに襲撃をかければ、次はレオ自身がキャスパー一味からの奇襲を受けるという有様であった。
厳戒態勢の中、トムはヴァーナと関係を持ったことをレオに告白したため、激怒したレオによって追放されてしまう。キャスパーの側についたトムは、バーニーを捕らえて〈ミラーの十字路〉で処刑するよう命じられる。

## キャスト
※括弧内は日本語吹替
- トム・レーガン - ガブリエル・バーン（野沢那智）
- ヴァーナ・バーンバウム - マーシャ・ゲイ・ハーデン（小山茉美）
- レオ - アルバート・フィニー（阪脩）
- バーニー・バーンバウム - ジョン・タトゥーロ（曽我部和恭）
- ジョニー・キャスパー - ジョン・ポリト（富田耕生）
- エディ・デイン - J・E・フリーマン（有本欽隆）
- フランキー - マイク・スター（島香裕）
- ミンク - スティーヴ・ブシェミ（江原正士）
- デール市長 - リチャード・ウッズ（吉水慶）
- オドゥール署長 - トーマス・トナー（辻村真人）
- チクタク - アル・マンシーニ（池田勝）
- クラレンス・"ドロップ"・ジョンソン - マリオ・トディスコ
- テッド - オレク・クルパ（掛川裕彦）
- エイドルフ - マイケル・ジェッター
- テリー - ラニー・フラハーティ
- ブライアン - ジョン・マコーネル
- キャスパーの運転手 - マイケル・バダルコ
- ガンマン - サム・ライミ
- 市長秘書 - フランシス・マクドーマンド（クレジットなし）

## 作品解説
コーエン兄弟が製作した3作目の映画である。コメディ色の強いスリラー映画、もしくはスリラー色の強いコメディ映画を得意とするコーエン兄弟としては珍しい硬派なギャング映画となった。ダシール・ハメットのハードボイルド小説である『ガラスの鍵』や『血の収穫』からの影響が指摘されている。

### 配役
切れ者のギャングの参謀役をガブリエル・バーン、彼と関係を持つ高級娼婦を、後のオスカー女優で本作が映画デビュー作となったマーシャ・ゲイ・ハーデンが演じている。ジョン・タトゥーロやジョン・ポリト、スティーヴ・ブシェミなど後にコーエン兄弟制作映画の常連俳優となる役者たちが数多く出演している。
当初、レオ役にはコーエン兄弟の前作『赤ちゃん泥棒』でネイサン・アリゾナを演じたトレイ・ウィルソンがキャスティングされていたが、ウィルソンの急逝によりアルバート・フィニーが起用された。

### 演出
映画中でゲイのチンピラを演じたジョン・タトゥーロだが、彼の演技は映画の撮影監督バリー・ソネンフェルドの仕草を参考にしたとされる。

### 撮影
物語のクライマックスとなる〈ミラーの十字路〉のシーンの撮影には富士フイルムのフィルムが使用された。これは撮影監督のバリー・ソネンフェルドが、富士フイルムの穏やかな色調を好んだためである。フィルムの選択のみならず、ソネンフェルドは撮影日の天候もぼんやりとした曇天でなくてはならないと主張。スケジュールに支障を来たすことを危惧したコーエン兄弟は、たとえ晴天でも撮影を決行すると言ったが、当日は幸運にも曇り空となった。

## 反響・評価
1990年9月21日に北米公開し、約500万ドルの興行収入を挙げた。興行的には製作費を回収できず赤字になったものの、1990年代を代表するギャング映画の佳作として評価されている。
1990年度のサン・セバスティアン国際映画祭で監督賞、1991年度のゆうばり国際ファンタスティック映画祭で批評家賞を受賞した。2005年にはアメリカの雑誌『タイム』によって映画ベスト100中の1本に選ばれた。

## トリビア
- ガブリエル・バーンが化粧室に闖入する場面で、部屋の入り口付近でメイドの扮装をしたアルバート・フィニーが一瞬映っている[4]。
- PlayStation 4の『人喰いの大鷲トリコ』のパイロット版トレーラー映像で、本作のサウンドトラックが使用された。この映像は流出したものであり、正式に公開されたものではない。後に正式に公開された映像では楽曲が別のものに差し替えられている。
- 『オーシャンズ12』の中で、ラスティ・ライアン役のブラッド・ピットが、「『ミラーズ・クロッシング』のバーニーの命乞いのセリフは？」と尋ねて、ルーベン・ティシュコフ役のエリオット・グールドが即答する、という場面があるが、映画の終盤、アルバート・フィニーが重要な役（ノンクレジット）で顔を出す。
- 同年に公開された、サム・ライミ監督「ダークマン」では、冒頭の抗争シーンで、オールズモビルに乗ったジョエル・コーエンとイーサン・コーエン（クレジットなし）が銃撃されているが、本作に出演したサム・ライミも、マシンガンで撃ち殺されている。